# Epomophorus gambianus
Epomophorus gambianus — вид рукокрилих, родини Криланових.

## Поширення і стиль життя
Країни поширення: Бенін, Буркіна-Фасо, Камерун, Центральноафриканська Республіка, Чад, Демократична Республіка Конго, Кот-д'Івуар, Ефіопія, Гамбія, Гана, Гвінея, Гвінея-Бісау, Ліберія, Малі, Нігерія, Сенегал, Сьєрра-Леоне, Судан, Того. Це, як правило низовинний вид, що зустрічається нижче 500 м над рівнем моря, однак, ефіопське населення може бути знайдене до 2000 м над рівнем моря. Вид загальнопоширений у рідколіссях і саванах. Присутній в різних тропічних вологих та сухих лісах.

## Загрози та охорона
Немає серйозних загроз для цього виду в цілому. У деяких частинах ареалу він локально під загрозою надмірного промислу для харчів і втрати місць проживання за рахунок вирубки і перетворення земель сільськогосподарського призначення. Присутній у багатьох охоронних територіях.